# Chioné fille de Dédalion
Pour les articles homonymes, voir Chioné.
Dans la mythologie grecque, Chioné est la fille de Dédalion et par conséquent, la petite-fille d'Éosphoros.

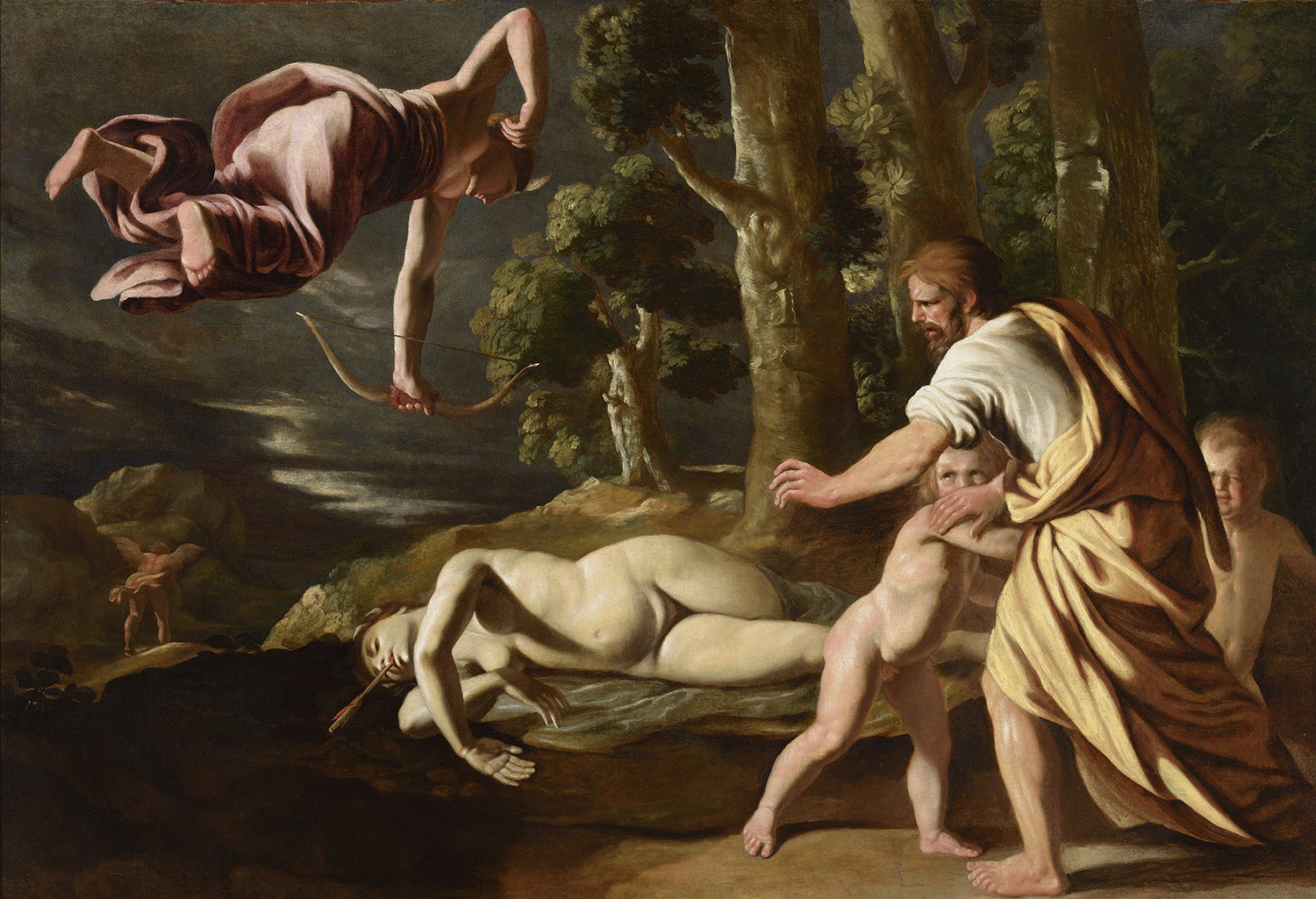
La Mort de Chioné, par Nicolas Poussin, Musée des beaux-arts de Lyon

Chioné, magnifique jeune fille, suscita l'intérêt de deux divinités : Hermès et Apollon. Le premier parvint à la séduire en l'endormant avec son caducée, tandis que le deuxième se transforma en vieille femme. Elle met alors au monde deux jumeaux : l'un, Philammon, est le fils d'Apollon tandis que l'autre, Autolycos, est celui d'Hermès. Fière d'avoir été l'amante de deux dieux, Chioné ose comparer sa beauté à celle d'Artémis qui, révoltée par tant d'audace, perce l'insolente de ses flèches.

## Source
- Ovide, Métamorphoses [détail des éditions] [lire en ligne] (XI, 302-328).